# Poney celte
Le poney celte, poney celtique, cheval celte ou equus celticus, est un type de poney ou de petit cheval très ancien, maintenant éteint. Proche du Tarpan, il vit à l'état sauvage à l'époque préhistorique, puis est probablement domestiqué par des peuples celtes. Il est à l'origine de nombreuses races de poneys d'Europe de l'Ouest, mais les poneys celtes ne forment probablement pas une race. Le poney Exmoor est décrit comme l'un des plus proches descendants des montures des anciens Celtes et, à ce titre, il est souvent qualifié de poney celte.

## Définition
« Poney celte » est actuellement employé comme mot-parapluie pour désigner un certain nombre de races de chevaux européennes, pouvant être divisées en deux branches : les poneys celtes du Nord et des îles britanniques, et ceux du sud de la France et de la péninsule ibérique. Le premier groupe comprend le Connemara, le poney des îles Féroé, le poney des Hébrides, le Shetland et l'Exmoor ; le second groupe compte le Garrano, la Jaca Navarra et le Pottok. D'autres races proches peuvent être surnommées « poney celte ». Parmi ces races figurent l'Islandais, et les poneys Fell et Dales. Le bidet breton, réputé au Moyen Âge et pendant la Renaissance comme un petit cheval très résistant et à tout faire, est lui aussi parfois décrit comme descendant du poney celte.

## Description

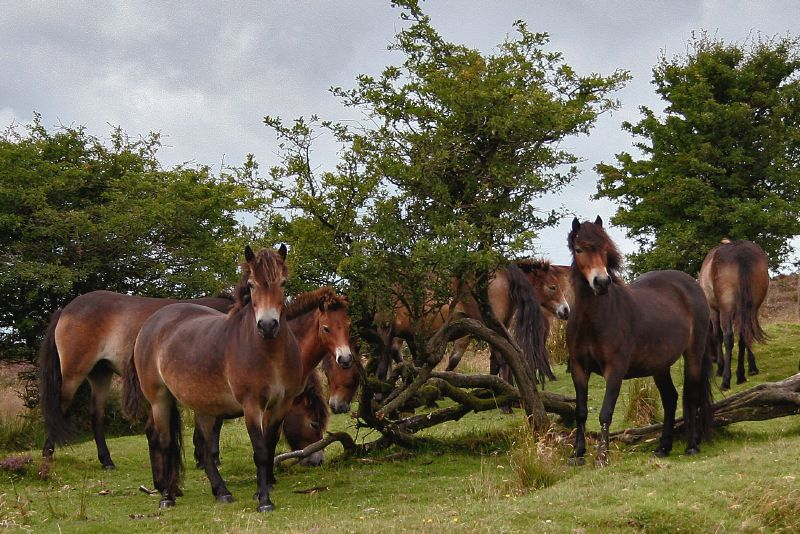
Des poneys Exmoor, décrits comme très proches du poney celte.

Le poney celte est caractérisé par une conformation épaisse et robuste, et par un profil de tête concave dans sa partie supérieure et convexe dans la partie inférieure. 
La taille au garrot avoisine certainement 1,30 m. 
D'après une étude génétique menée sur les populations de poneys espagnoles de type celtique, la couleur de robe noire est majoritaire.

## Le cheval chez les Celtes
Les poneys celtes ont probablement contribué à l'élevage équin d'Europe occidentale durant des millénaires. 
Sauvages à l'époque préhistorique, ces poneys ont probablement été domestiqués par des peuples celtes, mais en l'absence de témoignage écrit, il est impossible de savoir si les Celtes en pratiquaient l'élevage.
Les recherches archéologiques ont permis de retrouver un char et des squelettes de chevaux datés de 250 à 300 av. J.-C., ce qui prouve que les Celtes attelaient leurs montures. Le sacrifice du cheval était également pratiqué, mais parmi les animaux déterrés se mêlent des équidés de petite taille (1,10 m au garrot, soit totalement impossible à monter) et d'autres plus grands, identifiés comme importés d'Italie ou d'Espagne.
Jules César dit dans les Commentaires sur la Guerre des Gaules être « très impressionné par la cavalerie gauloise bien que les chevaux soient petits et laids ».
L'animal est surtout réservé à l'aristocratie guerrière. Ce type de petit cheval a vraisemblablement disparu au profit de chevaux plus racés et de plus grande taille, les populations chevalines restantes considérées comme descendantes du poney celte étant des poneys sauvages ou isolés géographiquement.